# Hammaptera coras
Hammaptera coras là một loài bướm đêm trong họ Geometridae.